# キュランダ
キュランダ(Kuranda)（またはクランダ）は、オーストラリア、クイーンズランド州、ファー・ノース・クイーンズランド、Shire of Mareebaの村である。
毎週数千人が訪れる観光地であり、ケアンズから25km離れ、世界遺産に登録された森に囲まれている。2016年時点での人口は約3,000人。

## 歴史
キュランダに1万年以上前から暮らすアボリジニのジャブガイ(Djabugay)族は、この地を「カモノハシの土地」を意味する「Ngunbay」と呼んでいた。この地はジャブガイ族にとって重要な狩猟地であり釣り場でもあった。
1800年代初頭にヨーロッパ人の金鉱探鉱者や林業者が入植しはじめ、この白人達によって原住民の生活は破壊された。1888年にThomas Behanにより測量された後、1891年にケアンズからの鉄道が完成している。これは原住民に不評を買い、原住民は侵略者の白人に立ち向かった。これに報復し、1890年代半ばに早期入植者のJohn Athertonは騎兵を送り、悪名高いSpeewahの虐殺が起こった。これだけでなく、似たような未報告の虐殺が起こっているとされる。4,000から5,000人ほどいた原住民は急速に減少していった。
1896年に入植者が最初の農作物としてコーヒー栽培をはじめた。原住民は急速に拡大しているプランテーションで農夫として利用され、それは20世紀に至る。原住民は、白人集落周辺に住むようになり、数千年続けてきた狩漁はできなくなった。
その後、バロンの滝や熱帯雨林が、休日や新婚旅行の行く先となったが、1940年代には軍が配備され、軍隊の訓練等が観光よりも優先された。
1960年代にはこの地域で最初の水力発電所が建設された。
1960年代後半にはヒッピーが、1960年代から1970年代にかけて職人や芸術家が移住し、21世紀初頭現在では多くの、木彫職人、宝石職人、陶芸家、ガラス工芸作家、手工芸作家、画家が在住している。1978年にキュランダ・オリジナル・レインフォレスト・マーケット(Kuranda Original Rainforest Markets)が開かれ、その後キュランダ・ヘリテージマーケット(Kuranda Heritage Markets)も開かれ、観光地化していった。

## 自然
海抜380m、世界遺産に指定された熱帯雨林に囲まれている。雨季と乾季にわけられ、1月が一番暑く7月が一番寒いが、気温は大きくは変動しない。
近くのバロン川(Barron River)だけでなく、バロン峡谷国立公園(Barron Gorge National Park)やデービス・クリーク国立公園(Davies Creek National Park)への中・長距離ウォーキング・コースが整備されている。
- バロン滝

## 観光
キュランダの町並み
- コーンドー・ストリート
- キュランダ・オリジナル・レインフォレスト・マーケット

マーケットでは、ハチミツやコーヒーなどの食料品や工芸品などが販売されている。

### キュランダ・ワイルドライフ・エクスペリエンス
キュランダ・ヘリテージマーケット内および隣接して、キュランダコアラガーデンズ、バードワールド・キュランダ、オーストラリアン・バタフライサンクチュアリの3施設がある。これら3つをキュランダ・ワイルドライフ・エクスペリエンス(Kuranda Wildlife Experience)と総称している。
- キュランダコアラガーデンズ(Kuranda Koala Gardens) - 動物園

- バードワールド・キュランダ(Bird World Kuranda) - 鳥園[11]

ヒクイドリ（カソワリ）やオウムやインコなどの56種の鳥がいる。
- ヒクイドリ
- Red-winged parrot

- オーストラリアン・バタフライサンクチュアリ(Australian Butterfly Scnctuary)[12]

オオルリアゲハ（ユリシス）やオーストラリア最大の蝶、ケアンズ・バードウイング（オーストラリアン・バードウイング）など1500羽の蝶がいる。
バタフライサンクチュアリ
- オオルリアゲハ
- Ornithoptera euphorion（ケアンズ・バードウイング）

### レインフォレステーション・ネイチャーパーク
キュランダ郊外の世界遺産に指定された熱帯雨林内に40ヘクタールのレインフォレステーション・ネイチャーパーク(Rainforestation Nature Park)がある。熱帯雨林の動植物を観察できる以外にも、アボリジニの文化を体験できるパマギリ・アポリジナル・エクスペリエンス(Pamagirri Aboriginal Experience)や、コアラ＆ワイルドライフパークがある。1976年7月29日に開設された。
- 水陸両用車アーミーダッグでの観光

- コアラ＆ワイルドライフパーク(Koala & Wildlife Park) - 動物園

コアラ、ワラビー、ウォンバットなどの有袋類、イリエワニなどの爬虫類がいる。

### その他
- Australian Venom Zoo - ヘビ、クモ、サソリ、ムカデなど有毒生物の展示[16][17]
- Emu Ridge Gallery - 化石と宝石の博物館[16]

大きさ9mのアロサウルスの化石のレプリカが展示されている。

## 交通
ケアンズからキュランダまでは、キュランダ観光鉄道やスカイレール・レインフォレスト・ケーブルウェイの他、車やバスでの移動も可能である。
バスは、ケアンズからキュランダだけでなく、Speewah、マリーバ(Mareeba)、アサートン(Atherton)までを結んでいる。
- キュランダ駅（キュランダ観光鉄道）
- スカイレール